# Halowe Mistrzostwa Europy w Lekkoatletyce 1990 – skok w dal mężczyzn
Skok w dal mężczyzn – jedna z konkurencji technicznych rozgrywanych podczas halowych lekkoatletycznych mistrzostw Europy w  hali Kelvin Hall w Glasgow. Rozegrano od razu finał 3 marca 1990. Zwyciężył reprezentant Republiki Federalnej Niemiec Dietmar Haaf. Tytułu zdobytego na poprzednich mistrzostwach nie obronił Emiel Mellaard z Holandii, który tym razem zdobył srebrny medal.

## Rezultaty

### Finał
Opracowano na podstawie materiału źródłowego.
| Miejsce | Zawodnik               | Wynik | Uwagi |
| ------- | ---------------------- | ----- | ----- |
| 1       | Dietmar Haaf           | 8,11  |       |
| 2       | Emiel Mellaard         | 8,08  |       |
| 3       | Robert Emmijan         | 8,06  |       |
| 4       | Christian Thomas       | 7,88  |       |
| 5       | Carsten Embach         | 7,83  |       |
| 6       | Jarmo Kärnä            | 7,83  |       |
| 7       | Giovanni Evangelisti   | 7,79  |       |
| 8       | Stewart Faulkner       | 7,77  |       |
| 9       | Robert Změlík          | 7,76  |       |
| 10      | Ángel Hernández        | 7,76  |       |
| 11      | Antonio Corgos         | 7,70  |       |
| 12      | Frans Maas             | 7,65  |       |
| 13      | Milan Gombala          | 7,63  |       |
| 14      | Giuseppe Bertozzi      | 7,60  |       |
| 15      | László Szalma          | 7,56  |       |
| 16      | Teddy Steinmayr        | 7,52  |       |
| 17      | Spyridon Wasdekis      | 7,50  |       |
| 18      | Paul Johnson           | 7,46  |       |
| 19      | Borut Bilač            | 7,42  |       |
| 20      | Konstandinos Kukodimos | 7,33  |       |
| 21      | Danieł Iwanow          | 7,30  |       |
| 22      | Ralf Jaros             | 7,16  |       |
| 23      | Erim May               | 6,94  |       |